# روماريك (لاعب كرة قدم)
كريستيان كوفي ندري روماريك (باللاتينية:  Koffi Ndri Romaric) كما يمكن نطق اسمه "رزماريتش"، من مواليد 4 يونيو 1983 في أبيدجان في ساحل العاج، لاعب كرة قدم عاجي.
بدأ مسيرته الكروية مع نادي أسيك أبيدجان في عام 2001، ولعب معهم حتى عام 2003، في عام 2003 انتقل إلى نادي بيفيرن البلجيكي، ولعب معهم حتى عام 2005، وشارك معهم في 44 مباراة وسجل 18 هدف، ثم عام 2005 لعب مع نادي لو مان الفرنسي قبل أن ينتقل إلى نادي إشبيلية سنة 2008 والذي ما زال يلعب له حتى الآن.
و هو يلعب مع منتخب ساحل العاج لكرة القدم منذ عام 2005.

## روابط خارجية
- روماريك على موقع الاتحاد الدولي (مؤرشف)  (الإنجليزية)
- روماريك على موقع إي إس بي إن إف سي (الإنجليزية)
- روماريك على موقع قاعدة بيانات كرة القدم.إي يو (الإنجليزية)
- روماريك على موقع ليكيب (الفرنسية)
- روماريك على موقع ناشيونال فوتبول تيمز (الإنجليزية)
- روماريك على موقع Soccerway.com (الإنجليزية)
- روماريك على موقع عالم كرة القدم.نت (الإنجليزية)
- روماريك على موقع AS.com (الإسبانية)